# 庫斯庫斯

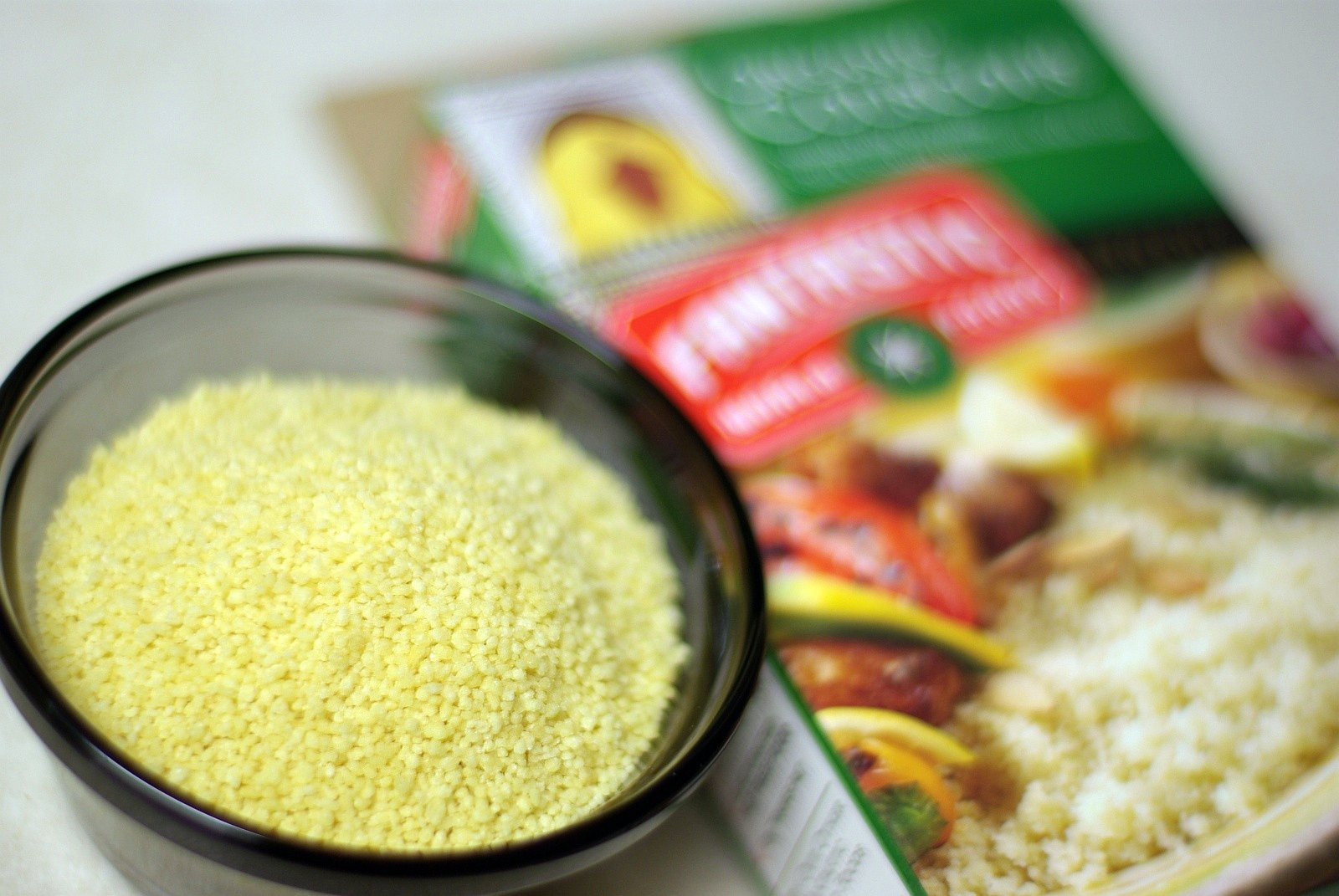
干燥的古斯米

庫斯庫斯（國際音標：/kʊskʊs/，羅馬化：Seksu，羅馬化：kuskus），也译作古斯米、古斯古斯、蒸粗麥粉，是一種源自馬格里布柏柏尔人的食物。它由粗粒小麥粉製造，形状和颜色都像小米。

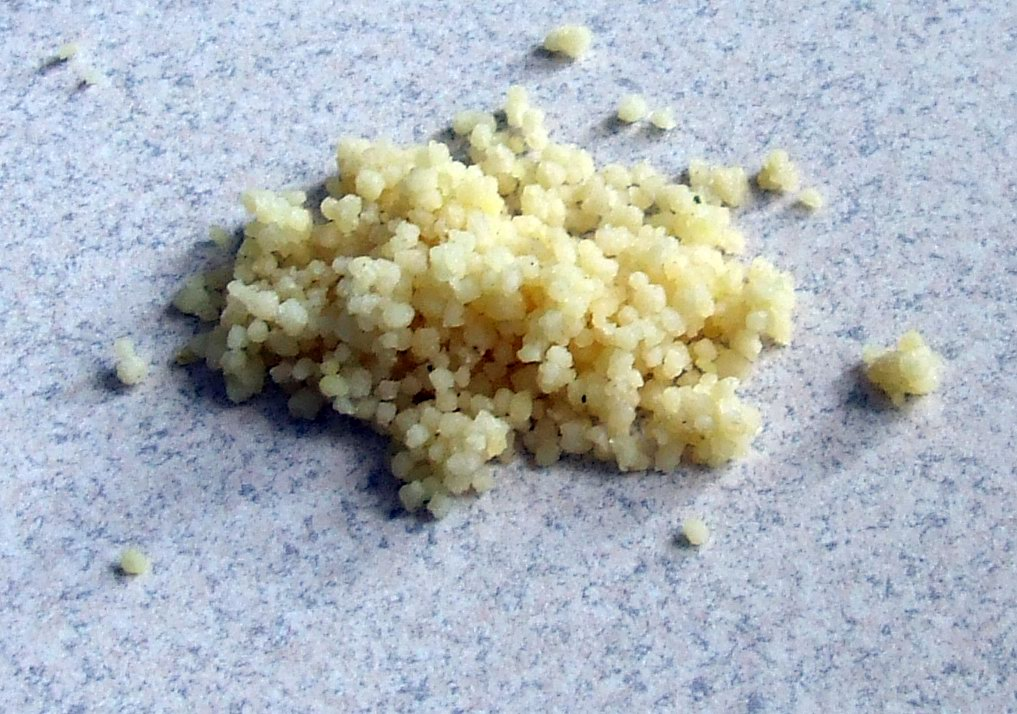
烹调以后的古斯米

古斯米在馬格里布地區是主食，在阿爾及利亞、摩洛哥東部、突尼斯和利比亞也是主食，被称作طعام（拉丁化：ta`aam，意为“食物”）。古斯米拌鱼是西西里西部特拉帕尼省的常见食物，被当地政府认定为传统美食。2011年古斯米被法國人评选第三受欢迎的食物。2020年，古斯米被聯合國教科文組織列為人類非物質文化遺產代表。

## 語源
此詞出自於柏柏爾語，意思比較晦澀。只能肯定末端的「S」是有軋好、蒸好，呈圓形的意義。

## 製造
传统手工制法：
1. 一般是粗麦粉加少量水用手揉搓，

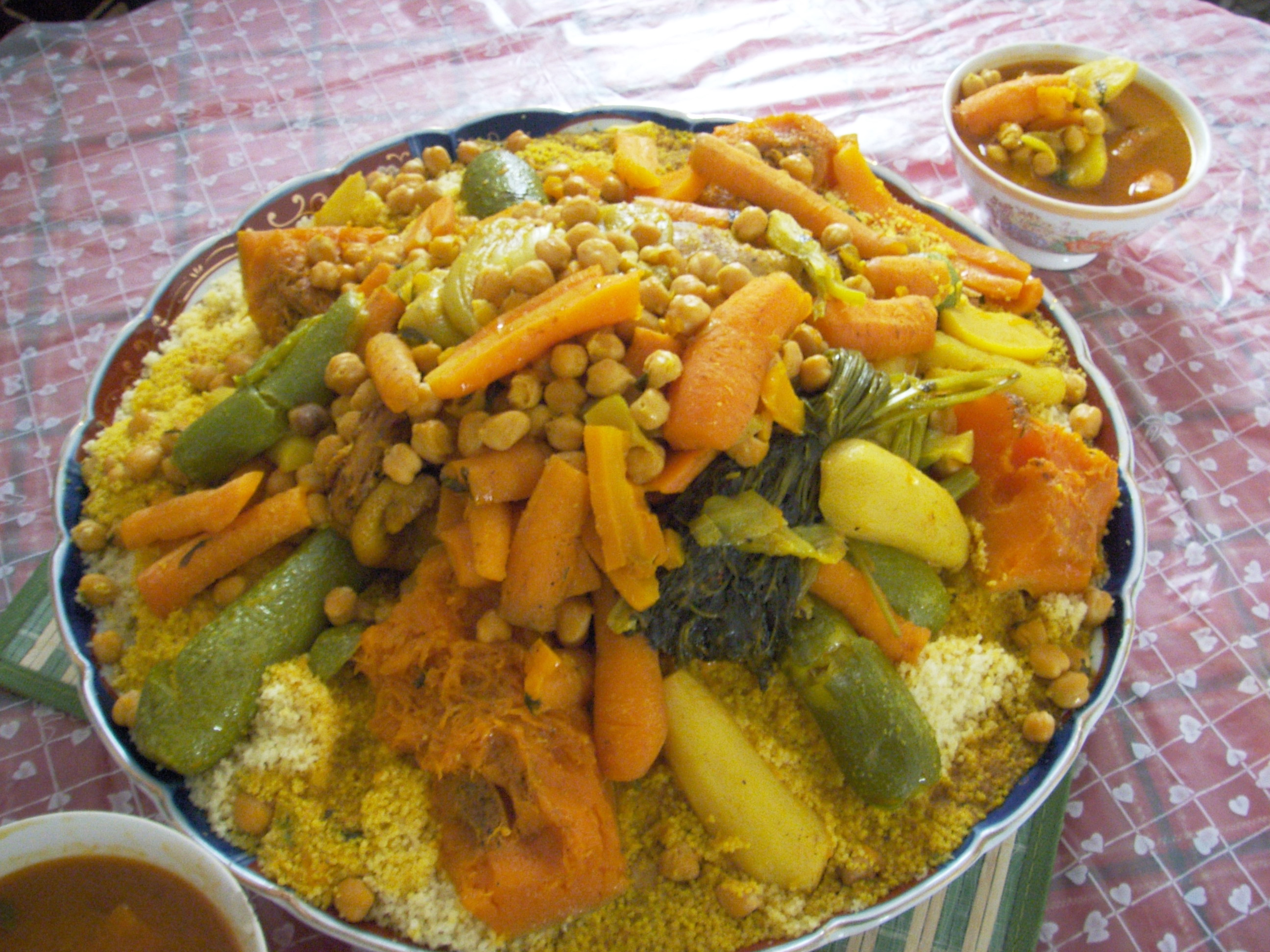
非斯式古斯米

2. 撒上干面粉，使之分成小米大小的颗粒，大的颗粒要打碎，
3. 粉末过筛除去，可重新回到第一步。
4. 大小符合要求的颗粒晒干就得到古斯米，可以存放数月。

现代已经有机器可以自动化古斯米的生產及乾燥製成品。

## 烹調
古斯米一般蒸熟后作为主食食用，蒸熟后会比较松散，可做成丼飯，搭配羊肉、牛肉、鸡肉、鸡蛋、西葫芦、胡萝卜、鹰嘴豆（可依喜好任意添加）、洋葱、馬鈴薯、番茄、香芹、白萝卜、青椒、茴香、辣酱、孜然等食用。现在市场上也有蒸好的“方便古斯米”，食用前只需要加开水搅拌几分钟，十分方便。

## 各地吃法

### 突尼西亞
一般以哈里薩辣醬烹煮，佐以魚類、牛肉、羊肉一同吃。

### 利比亞
一般是以羊肉一同烹調，較少使用牛肉。有時亦會佐以蜂蜜、堅果一同食用，作為甜品。

### 以色列

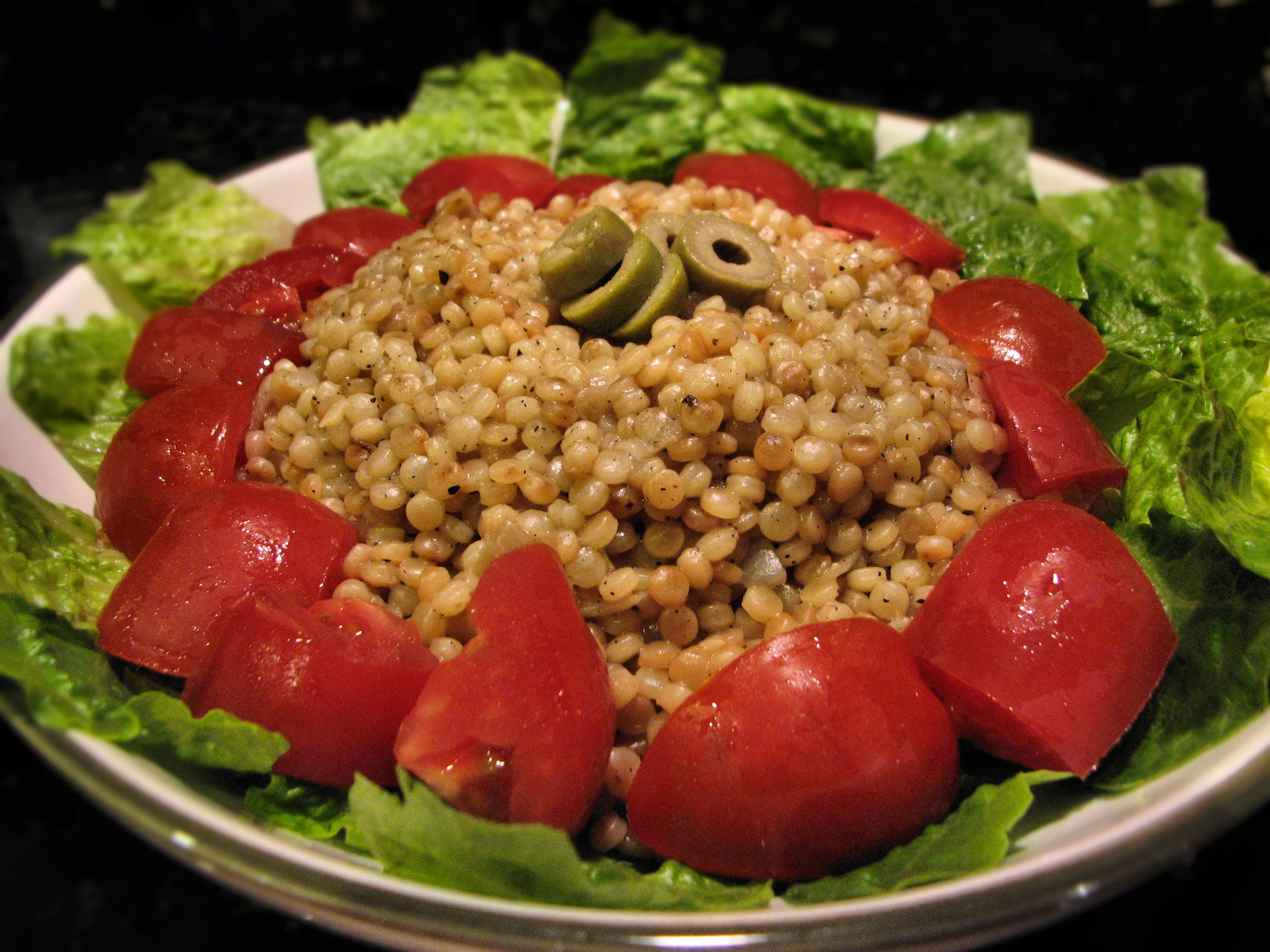
以色列古斯米比一般的古斯米大

以色列的古斯米是於二十世紀上旬，由居於北非的猶太人帶回以色列。一般以色列古斯米，是佐以起司和一眾蔬菜伴吃。

### 埃及
以甜食為主，配以堅果、奶油、糖等等。

## 外部連結
- couscous - The Measure of the Maghrib
- couscous: Long-Term Maghreb Staple Still Going Strong （页面存档备份，存于）
- History of couscous
- 阿尔及利亚阿尔及尔卢斯·本·阿本学校的摩尔女子制作蒸粗麦粉 （页面存档备份，存于）